# Académie russe de musique Gnessine
Pour les articles homonymes, voir Académie (homonymie) et Académie de musique.
L’Académie russe de musique Gnessine (en russe : Российская академия музыки имени Гнесиных, Rossiiskaïa akademia mouzyki imeni Gnessinykh) est une école d'élite de musique, à Moscou. Elle a été fondée le 15 février 1895 par les sœurs Evguenia, Helena et Maria Gnessine, pianistes diplômées du Conservatoire de Moscou.

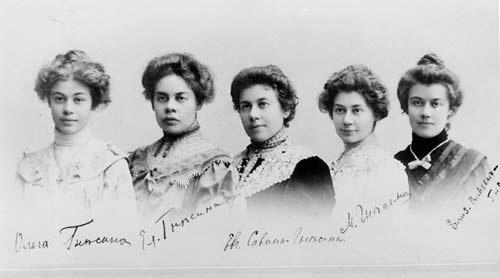
Les sœurs Gnessine

## Élèves
- Ioulianna Avdeïeva, pianiste
- Branka Balevic-Gasparian, professeur de piano
- Dmitri Beloselski, basse, soliste du Bolchoï
- Lioudmila Berlinskaïa, pianiste
- Valentin Berlinski, violoncelliste
- Ivan Boukreïev, chanteur
- Dmitri Brill, saxophoniste
- Roberto Cani, violoniste
- Vissarion Chebaline, compositeur
- Anatoli Cheloudiakov (en), pianiste
- Marina Devyatova
- Frédéric d'Oria-Nicolas, pianiste
- Boris Elkis (en), compositeur
- Egine, chanteur Arménien-russe
- Natalia Ibadine, chanteuse
- Alina Ibraguimova, violoniste
- Sacha Ivanov, compositeur
- Eugene Izotov, hautboïste
- Mungonzazal Janshindulam, pianiste mongol
- Jacob Katsnelson, pianiste
- Iouri Katz, producteur
- Iouri Kazakov, violoncelliste et contrebassiste
- Iakov Kazianski, compositeur et pianiste de jazz
- Nicolas Krauze, chef d'orchestre
- Leonid Mikhaïlovitch Kharitonov, chanteur
- Evgueni Kissine, pianiste
- Lev Knipper, compositeur
- Alexandre Kobrine, pianiste
- Oleg Kroll, pianiste de jazz
- Édouard Labkovski, basse
- Irina Lankova, pianiste
- Konstantin Lifschitz, pianiste
- Irina Loskova, pianiste
- Oleg Maisenberg, pianiste
- Alexander Malofeev, pianiste
- Varvara Myagkova, pianiste
- Murat Nasyrov, Chanteur et Compositeur
- Quynh Nguyen, pianiste
- Yakov Okun, pianiste de jazz
- Boris Parsadanian, compositeur
- Alla Pavlova, compositeur
- Mark Pekarski, percussionniste
- Olga Romanko, cantatrice
- Ekaterina Savinova, actrice soviétique
- Konstantin Shamray, pianiste
- Vladislav Shoot, compositeur
- Viktor Sousline, compositeur
- Alexandra Streltchenko, chanteuse
- Daniil Trifonov, pianiste
- Valeria, chanteuse
- Alexeï Volodine, pianiste

## Professeurs
- Elena Beryozkina, pianiste
- Mikhail Fikhtengoltz, violoniste
- Anna Kantor, pianiste
- Aram Khatchatourian, compositeur
- Alexandre Kobrine, pianiste
- Valentina Korolkova, violoniste
- Frank Rodriguez-Freites, contrebassiste et chef d'orchestre
- Vladimir Tropp, pianiste
- Valeria, chanteuse
- Valentine Yanovna Zhubinskaya, compositrice et professeure de piano
- Tatiana Zelikman, pianiste